# Jürgen Meindl

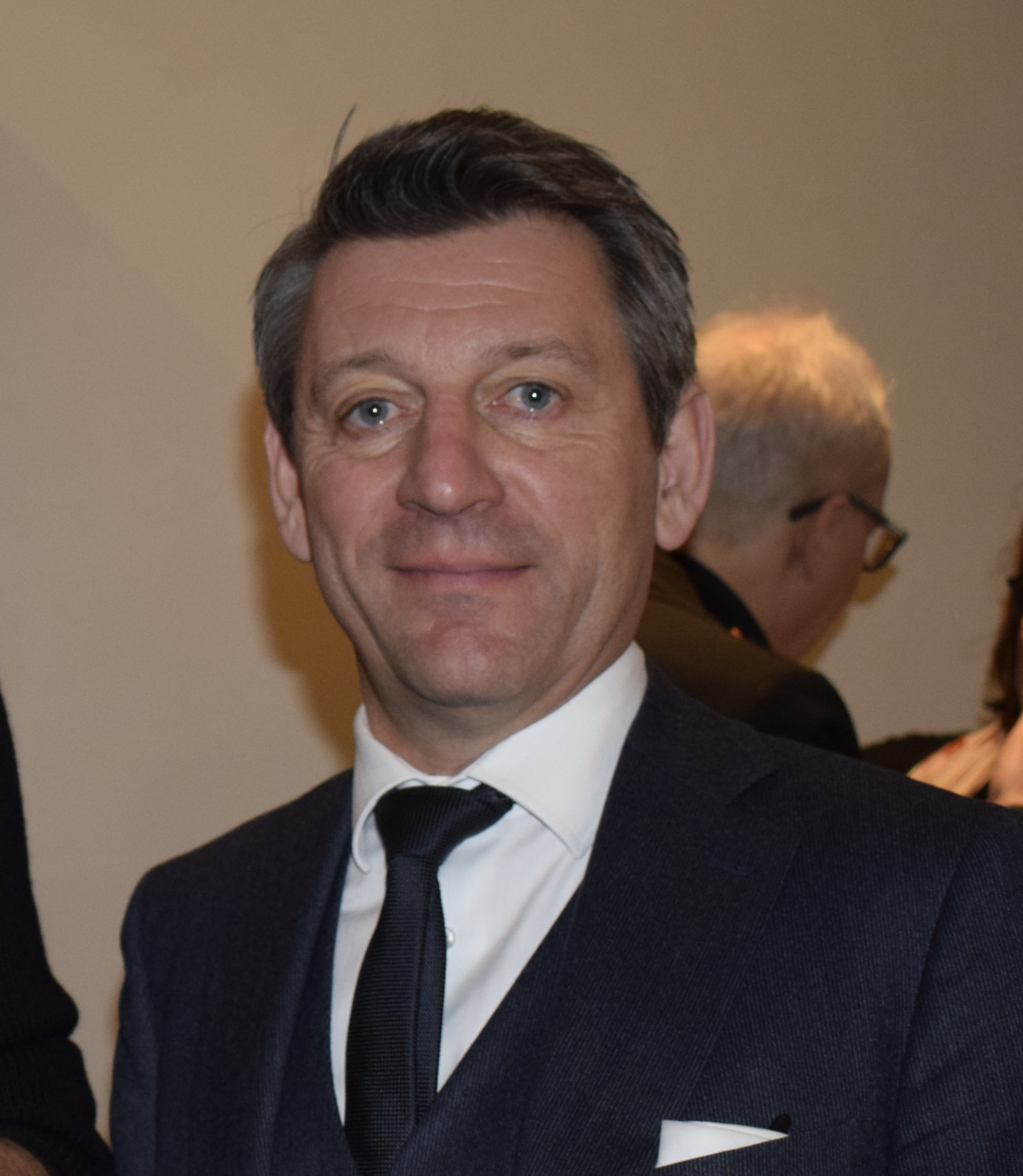
Jürgen Meindl (2019)

Jürgen Meindl (* 22. April 1965 in Linz) ist ein österreichischer Jurist und Diplomat. Er war von 2011 bis 2015 österreichischer Botschafter in der Schweiz und von 2015 bis 2017 österreichischer Botschafter in Belgien sowie Ständiger Vertreter Österreichs bei der NATO. Ab Juli 2017 war er Leiter der Sektion Kunst und Kultur im Bundeskanzleramt. Seit September 2023 ist er erneut Botschafter in Brüssel.

## Leben
Jürgen Meindl besuchte nach der Volksschule in Leonding das Bundesgymnasium in Linz. Nach der Matura an der Bundeshandelsakademie in Traun begann er ein Studium der Rechtswissenschaften an der Universität Linz, das er 1990 als Magister abschloss. Das Gerichtsjahr absolvierte er am Oberlandesgericht Linz. Postgraduate Ausbildung an der Europaakademie. 
1991 begann er seine berufliche Laufbahn am Bundesministerium für Unterricht und Kunst unter Minister Rudolf Scholten, 1994 übernahm er die Leitung der Stabsstelle Kultur und Kunst in der Wiener Stadtregierung unter Kulturstadträtin Ursula Pasterk. Er war maßgeblich an der Gründung des Arnold Schönberg Center in Wien beteiligt und Vorstandsmitglied des Wiener Filmfinanzierungsfonds. 1997/98 war Meindl als nationaler Experte für Rechtsangelegenheiten in der EU-Kommission in Brüssel. 1998 erfolgte der Eintritt in das Bundesministerium für auswärtige Angelegenheiten. Ab 1999 war er stellvertretender Missionschef an der österreichischen Botschaft in Tel Aviv und ab 2002 an der österreichischen Botschaft in Berlin. Ab 2008 war er stellvertretender Kabinettschef im Kabinett des Bundeskanzlers.
Mit 1. Dezember 2011 wurde er als Nachfolger von Hans Peter Manz österreichischer Botschafter in der Schweiz. 2015 folgte er Karl Schramek als österreichischer Botschafter in Belgien und Ständiger Vertreter Österreichs bei der NATO nach. Im Mai 2017 wurde er von Kulturminister Thomas Drozda zum Leiter der Sektion Kunst- und Kultur im Bundeskanzleramt bestellt. Er folgte in dieser Funktion Andrea Ecker mit 1. Juli 2017 nach. Seit dem 1. September 2023 fungiert er wiederum als Botschafter in Brüssel. Zu seiner Nachfolgerin als Kunst- und Kultursektionsleiterin wurde Theresia Niedermüller bestellt.